# Cratere Zanstra
Zanstra è un cratere lunare intitolato all'astronomo olandese Herman Zanstra.
È situato sulla faccia nascosta della Luna, a sudest della coppia di crateri Ibn Firnas e King, e a nordovest del cratere Gregory. È una formazione bassa, erosa, difficile da distinguere dai suoi dintorni. Il fondo interno è piano e non significativamente craterizzato.

## Crateri correlati
Alcuni crateri minori situati in prossimità di Zanstra sono convenzionalmente identificati, sulle mappe lunari, attraverso una lettera associata al nome.
| Zanstra | Latitudine | Longitudine | Diametro |
| ------- | ---------- | ----------- | -------- |
| A       | 4,5° N     | 125,2° E    | 36 km    |
| K       | 2,0° N     | 125,2° E    | 14 km    |
| M       | 1,1° N     | 125,0° E    | 23 km    |